# Nico O'Reilly
Nico O'Reilly (Manchester, 21 de março de 2005) é um futebolista inglês que atua como meio-campista. Atualmente defende o Manchester City.

## Carreira
Nascido em Manchester, O'Reilly chegou à academia de juniores do City em 2011, aos 8 anos de idade. Foi promovido ao time Sub-23 ao final da temporada 2021–22 e, em seguida, assinou seu primeiro contrato profissional com os Citizens. Escolhido capitão da equipe Sub-18, foi destaque na imprensa inglesa em abril de 2023 por dois lances: o primeiro foi um chute-escorpião no final de uma partida contra o Middlesbrough e uma cavadinha de 40 jardas frente ao Manchester United.
Após ter participado de uma sessão de treinos em Abu Dhabi, foi relacionado pela primeira vez para o time principal do City em maio de 2023, contra o Brighton & Hove Albion, juntamente com outros 3 atletas do time reserva (Ben Knight, Shea Charles e Alexander Robinson), mas não saiu do banco de reservas.
Sua estreia como atleta profissional foi na Supercopa da Inglaterra de 2024, vencida pelos Citizens por 7 a 6 na disputa por pênaltis contra o Manchester United - no tempo normal, empate por 1 a 1. O'Reilly atuou por 63 minutos antes de ser substituído por Matheus Nunes.

## Carreira internacional
Pelas seleções de base da Inglaterra, O'Reilly atua desde 2021; pelo time Sub-16, foram 2 jogos e um gol, marcado sobre a Irlanda do Norte, em junho do mesmo ano
Passou ainda pela seleção Sub-17 (dez partidas e um gol, no empate por 2 a 2 com a Eslováquia) até 2022, ano em que estreou pelo time Sub-18.

## Estilo de jogo
O'Reilly é descrito como um meio-campista ofensivo "com talento" e que é "elegante e fluido com a bola nos pés".

## Títulos
Manchester City
- Supercopa da Inglaterra: 2024[13]